# Волгоградский завод «Северсталь-метиз»
Волгоградский завод «Северсталь-метиз» — одно из крупнейших предприятий метизной промышленности России, создано на базе Волгоградского сталепроволочно-канатного завода. Входит в состав компании «Северсталь-метиз», дочерней структуры металлургической группы Северсталь. Официальное название — Филиал «Волгоградский завод» ОАО «Северсталь-метиз».
Предприятие было основано в 1954 году как «Сталинградский сталепроволочно-канатный завод». 15 декабря 1954 года здесь изготовили первую тонну проволоки, а через полгода был отправлен потребителю первый канат.
В 1978 году на заводе были изготовлены стальные канаты общей длиной 16 км, которые затем стали частью конструкции первого вантового моста в России в Череповце (Октябрьский мост).
После приватизации завод был реорганизован в ООО «ВолгоМетиз». С 2004 года «ВолгоМетиз» входит в группу предприятий «Северсталь-метиз».
Наличие разнообразных волочильных станов, совмещённых агрегатов термообработки, подготовки поверхности, оцинковка, омеднения и никелирования позволяет обеспечивать производство широким ассортиментом проволоки из углеродистой и легированной стали
В настоящее время завод производит значительный ассортимент различных типов металлического корда диаметром от 0,62 мм до 1,8 мм, в том числе прогрессивные и экономичные конструкции для шинной промышленности.